# Factor d'encefalització
El Factor d'encefalització o relació estandarditzada entre el pes del cervell i el pes del cos, és una mesura de la relació entre la mida corporal i la de l'encèfal.
Es calcula dividint el pes del cervell pel pes corporal elevat a 0,69, en el cas dels mamífers, i tots dos expressats en grams.
Segons la fórmula:
{\displaystyle C={\frac {E}{S^{r}}}}
on E és el pes del cervell, S és el pes del cos i R és una constant que es determina empíricament.
Aquest factor és un valor constant que varia entre les diferents classes d'animals. Aquesta constant és major en els animals que han evolucionat recentment i és particularment gran en els humans.
Conèixer el valor d'aquest factor és necessari per a poder calcular el Quocient d'encefalització.